# Santuario Khama Rhino

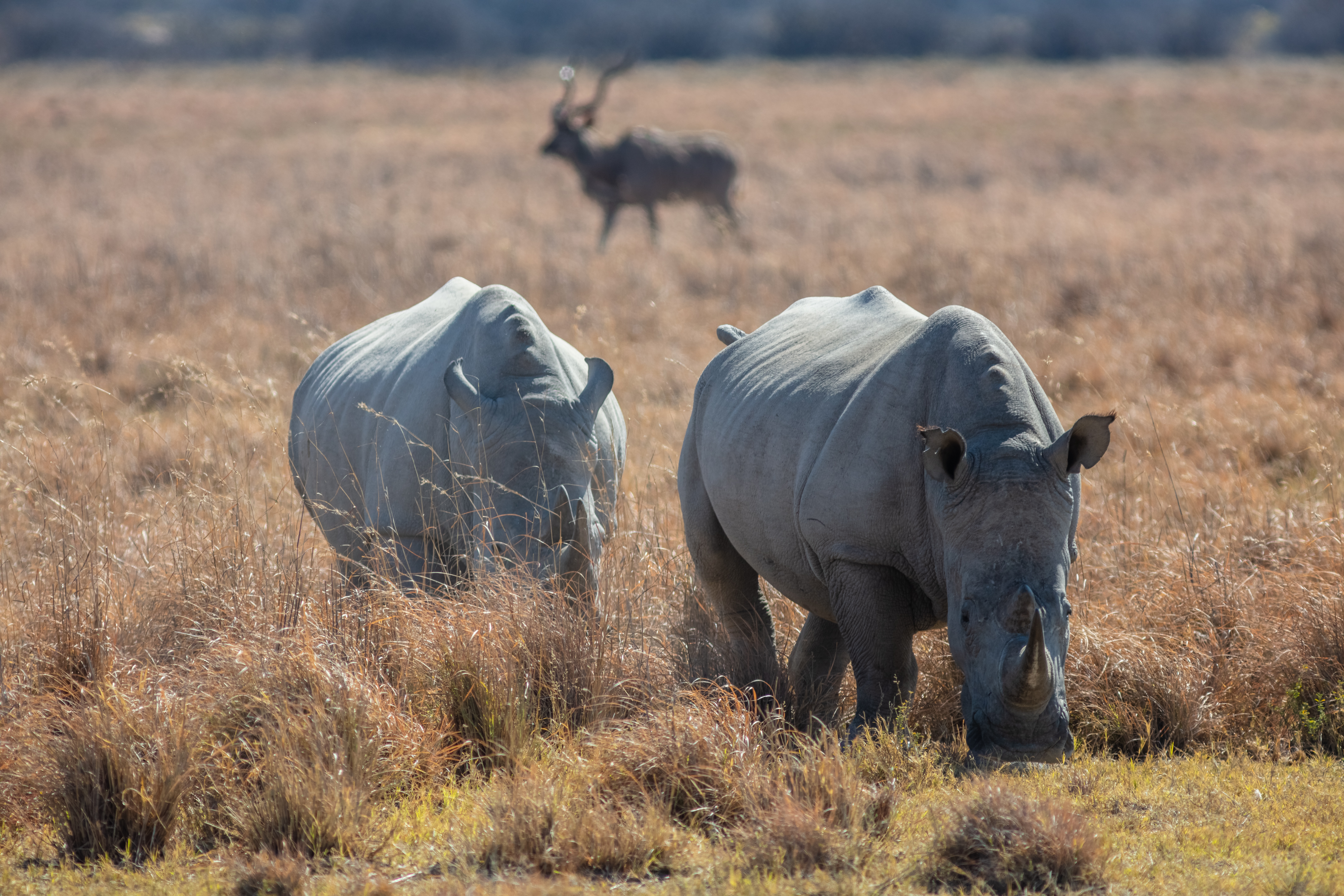
Rinocerontes blancos (Ceratotherium simum) en el santuario.

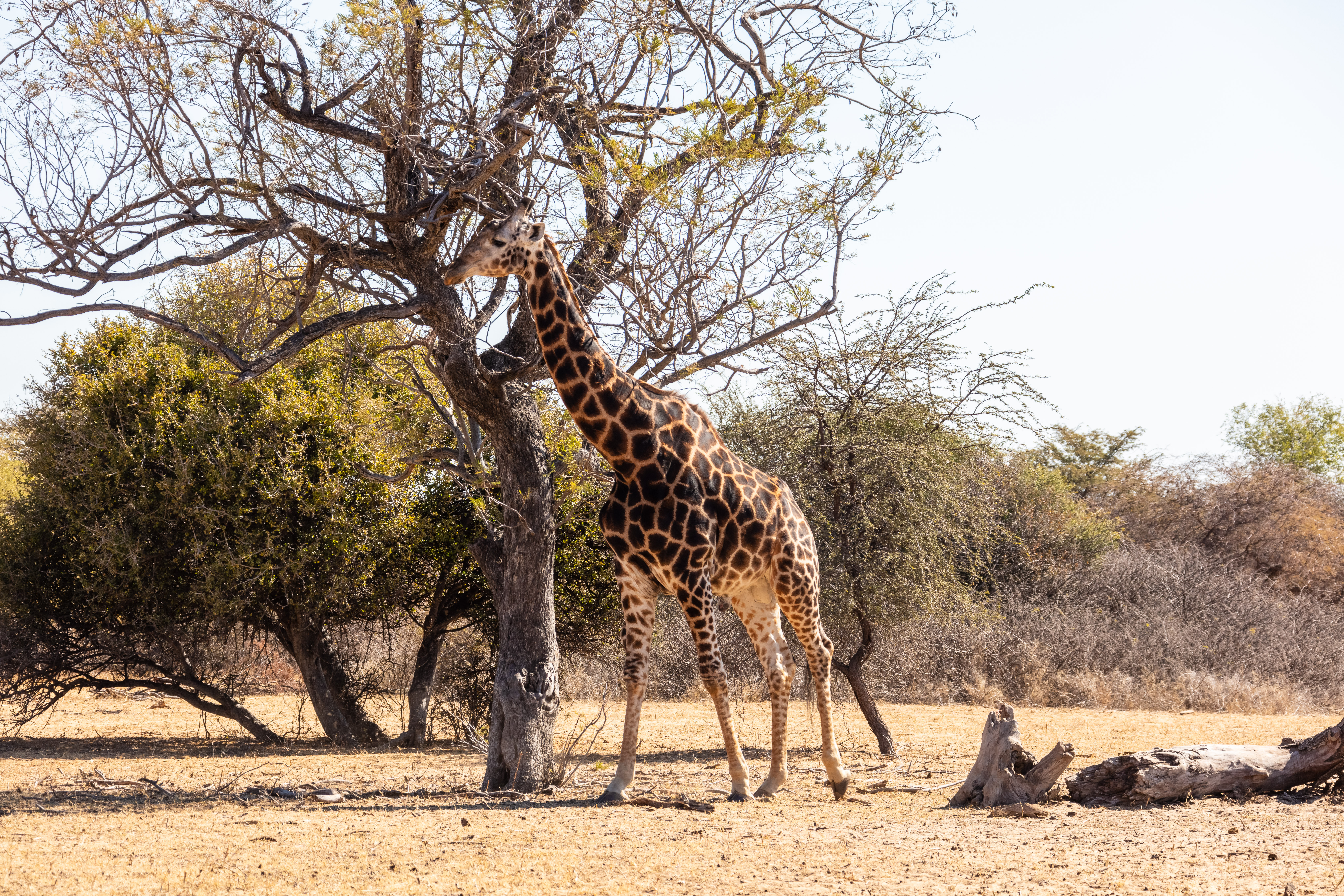
Jirafa (Giraffa camelopardalis).

Khama Rhino Sanctuary (reserva de rinocerontes Khama) es un proyecto de protección de la fauna y la flora establecido en Botsuana. El refugio animal fue establecido en 1992 para ayudar a salvar a los rinocerontes de la extinción, para restaurar las poblaciones históricas de fauna y flora y proporcionar beneficios económicos a la comunidad local de Botsuana por medio del turismo y el uso sostenible de recursos naturales. Cubriendo aproximadamente 8585 hectáreas del Sanveld del Kalahari, la reserva es el hábitat principal de rinocerontes blancos y negros así como de otras 30 especies mamíferos más y más de 230 especies de pájaros.

## Historia
En 1989 un grupo de residentes de Serowe concibieron la idea de una reserva de fauna y flora cercana a la ciudad. Serwe Pan, por aquel entonces un lugar de ganado, había sido tradicionalmente un área de caza rebosante de fauna y flora. Los residentes quisieron restablecerlo a su estado anterior. En 1993 se destinó la tierra alrededor de Serwe Pan a la sociedad del Khama Rhino Sanctuary Trust.

## Fauna

### Mamíferos

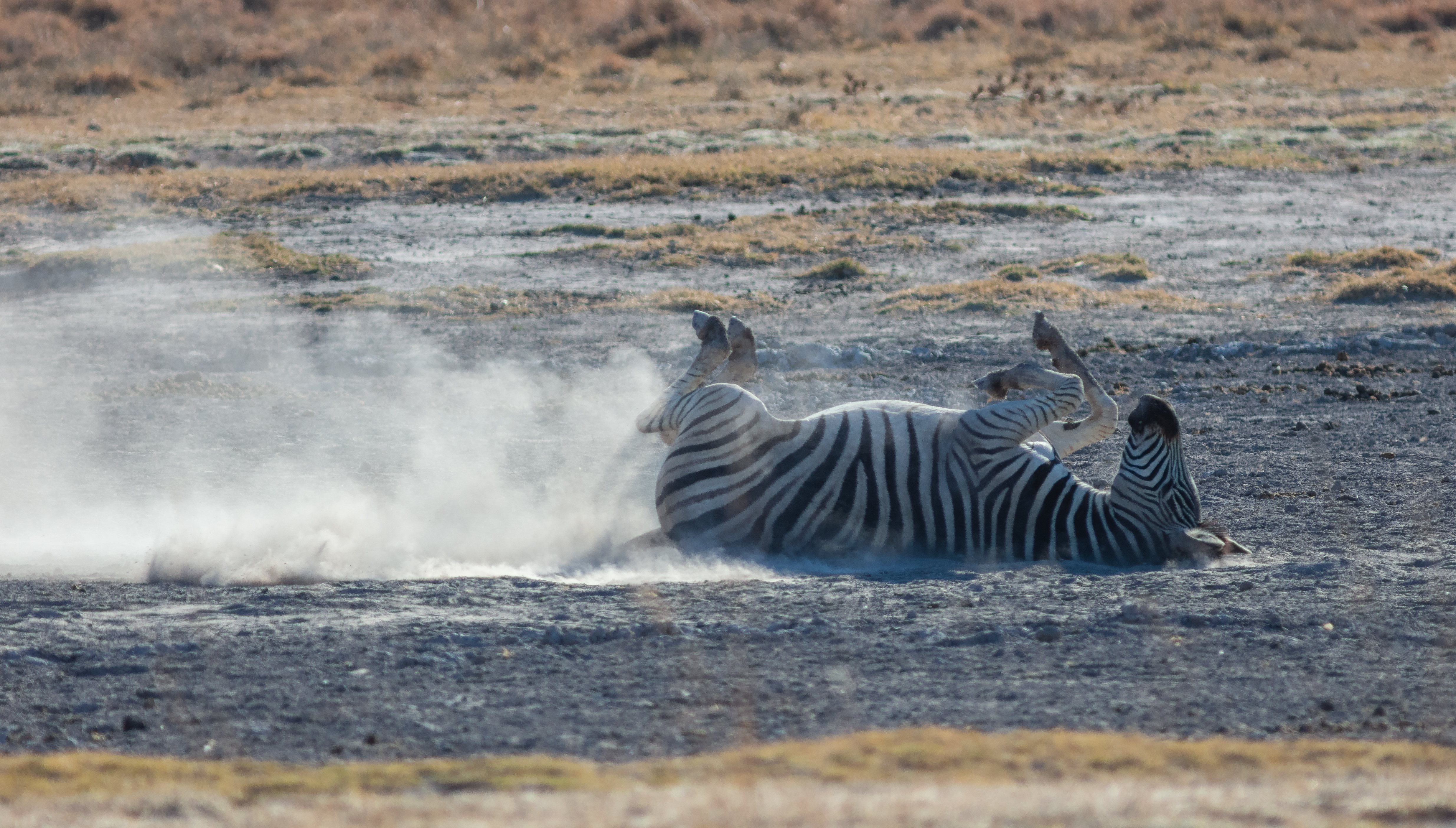
Cebra de Burchell (Equus quagga burchellii).

El Santuario es el hábitat de otras especies que se han asentado de manera natural o han sido trasladados allí: cebras, ñus azules, jirafas, elands, springboks, impalas, gemsboks, kudus, steenboks, duikers, alcéfalos caama, leopardos, avestruces, gatos salvajes africanos, caracales, ginetas moteadas, chacales de lomo negro, zorros orejudos y hienas marrones.

### Aves

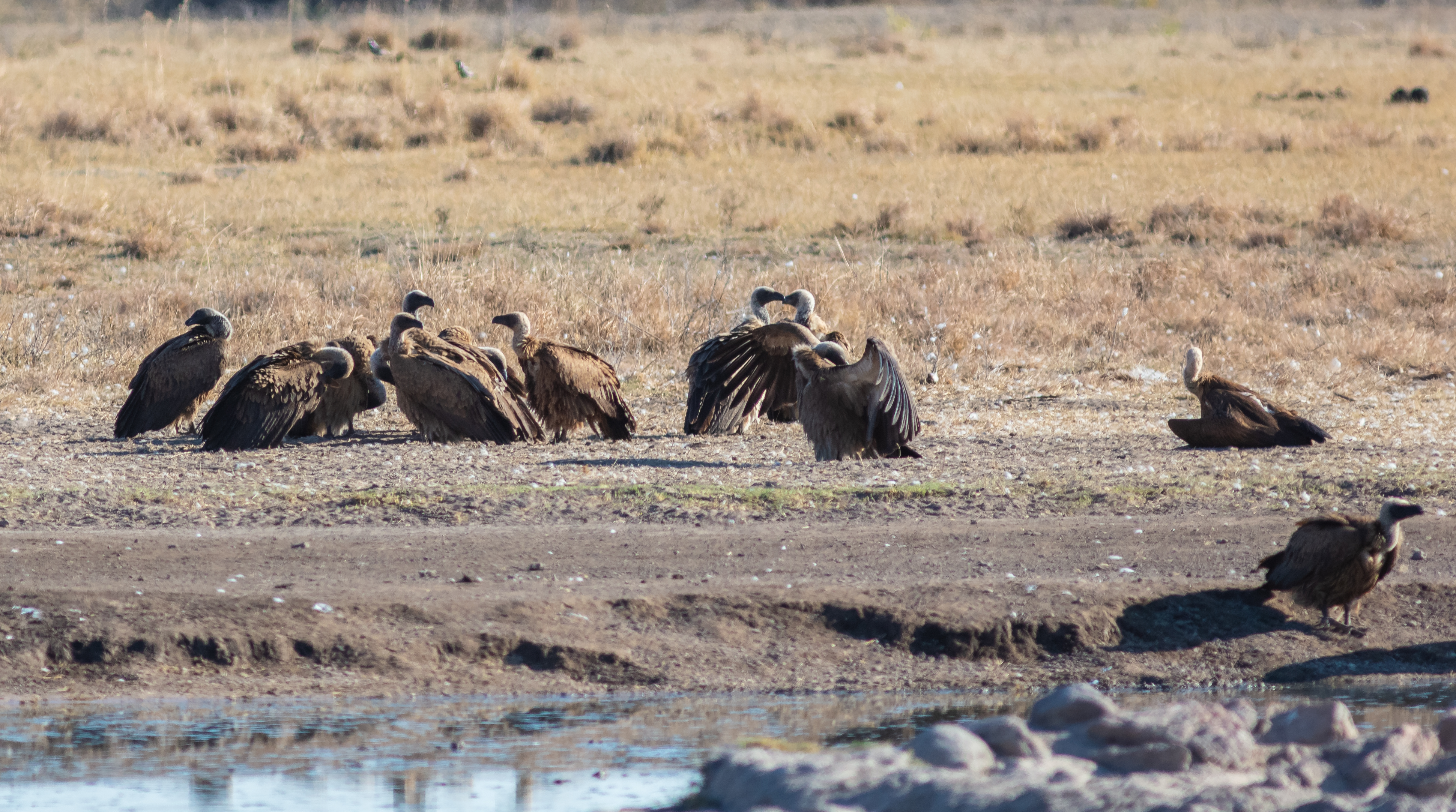
Buitres dorsiblancos africanos (Gyps africanus).

Más de 230 especies de pájaro han sido identificadas aquí incluyendo cigüeñas de Abidm y picos barbudos.

## Conservación
El proyecto de conservación principal emprendido por el Khama Rhyno Sanctuary es el programa de cría del rinoceronte , un animal que ha estado al borde de la extinción. El santuario empezó con una población fundadora de cuatro rinocerontes y ya ha conseguido reubicar a dieciséis a diferentes sitios dentro del país. El objetivo a largo plazo del Santuario es dejar a los rinocerontes reproducirse dentro de sus fronteras y reintroducirlos a sus hábitats salvajes naturales. Los rinocerontes dentro del Santuario están vigilados por patrullas contra la caza furtiva llevadas a cabo por los guardabosques y las Fuerzas de Defensa de Botsuana.